# Expedição de Kulik
A expedição de Kulik foi uma expedição científica organizada pela União Soviética e liderada pelo mineralogista Leonid Alekseyevich Kulik que tinha como objetivo ir a campo estudar as causas reais do evento de Tunguska.
A expedição foi realizada em 1927 e os dados coletados apontavam a devastação como resultado da queda de um cometa ou meteorito.
A 30 de junho de 1908 as sete horas da manhã, os habitantes da região de Kansk, na Sibéria, viram um enorme rastro fulgurante iluminar o céu e perder-se  ao longe nas estepes. Ouviu-se uma formidavel explosão. No mundo inteiroos sismógrafos registraram uma nítida sacudidela, cujo epicentro se situava a nordestre do lago Baikal.
A academia de ciências de Moscou enviou para o local o professor Kulik, que registrou, entre a tribo nomade dos Evenk, espantosas declarações.
Kulik concluiu que se tratava da queda de um meteoro.